# یعقوب لیث
یعقوب لیث صفاری (۲۲۵ ه‍.ق – شوّال ۲۶۵ ه‍.ق) آهنگر و بنیان‌گذار دودمان صفاریان در سیستان به مرکزیت زَرَنگ بود.
وی در طول حیات سیاسی و همچنین به قدرت رسیدنش در سیستان موفق به شکست خوارج، علویان، طاهریان و فتح مناطقی همچون کرمان و فارس شد. توجه یعقوب لیث پس از تصرف فارس، خوزستان و سرکوب محمد بن واصل، به بغداد مرکز خلافت عباسی معطوف شد. براندازی دولت طاهریان که خلافت حامی آنها بود؛ حمایت از مخالفان خلیفه معتمد و نگرش‌های ضدعربی یعقوب، خلیفه را مجبور کرد که طی نامه‌ای یعقوب را لعن کرده و آمادهٔ نبرد با وی شود. پس از رسیدن دو سپاه به هم در ۷ شوّال ۲۶۵ ه‍.ق جنگ سختی درگرفت که در نهایت با پیروزی سپاه خلافت عباسی همراه بود. یعقوب پس از عقب‌نشینی سخت بیمار شد. عمرو، برادر یعقوب، به‌محض بیمار شدن برادرش خود را به او رساند؛ اما یعقوب در شوّال سال ۲۶۵ ه‍.ق بر اثر قولنج از دنیا رفت تا برادرش عمرو قدرت سلسلهٔ صفاریان را در دست بگیرد.

## پیش‌زمینه

### جغرافیای تاریخی سیستان
به لحاظ جغرافیایی سیستان ولایتی حاصلخیز و پُرنعمت به‌شمار می‌رفت و در قرن ۳ هجری، از دورهٔ فتوح اسلامی تا اوایل خلافت عباسی، همواره به‌لحاظ سیاسی تابع عراق بود. پس از تشکیل حکومت طاهریان در خراسان، حاکم سیستان از سوی فرمانروایان خراسان تعیین می‌شد و این شیوه تا زمان به قدرت رسیدن خاندان صفاری در این ناحیه ادامه داشت؛ به‌طوری که سیستان از این جهت شهرت پیدا کرد که امیران صفاری از آنجا برخاستند و در قسمت عمدهٔ جنوب و خاور ایران استقلال پیدا کردند. چهرهٔ سرزمین سیستان در سدهٔ ۴ق این چنین تصویر شده است:
از شرق به مکران و سرزمین هند و بخشی از مولتان، یعنی مغرب خراسان و بخشی از هند، از شمال به هند و از جنوب به بیابانی که میان سیستان و فارس و کرمان است، محدود می‌شود.

#### وضعیت اجتماعی و سیاسی سیستان
فتح ایران به‌دستِ مسلمانان عرب باعث دگرگونی وضعیت سیاسی و اجتماعی این سرزمین شد. هنوز دوران خلفای راشدین به پایان نرسیده بود که سیستان فتح و حکومت آن تابع دستگاه خلافت شد؛ اما در طول ۲۰۰ سال بعد، سیستان همواره یکی از ولایات مستعد شورش و محل تجمع مخالفان خلافت‌های اموی و عباسی بود. سیستان که سرزمینی پُرآب و آباد بود، از همان ابتدا در معرض حملهٔ عرب‌ها و مخالفان حکومت‌های دمشق و بغداد بود. قرارگرفتن سیستان در مرز ایران و شبه‌قارهٔ هند و دوری از مرکز خلافت، موقعیت ویژه‌ای به این سرزمین بخشیده بود. جمعیت سیستان طی ۲۰۰ سال پس از ظهور اسلام، علاوه بر بومیان شامل گروه‌هایی از عرب‌ها می‌شد که از خراسان تا سیستان پراکنده بودند.

##### عیاران
در شهرها و مناطق اطراف زرنج و بُست گروه‌هایی برای مقابله با خوارج تشکیل شد که در برخی منابع، مطوعه نامیده شده‌اند؛ اما بیشتر به آن‌ها عیاران و غارتگران می‌گفتند؛ چراکه عیاران همان قدر که خارجیان را آزار می‌دادند، برای مقامات رسمی و افراد مطیع قانون نیز مزاحمت ایجاد می‌کردند. این افراد که پیرو آیین پهلوانی به‌شمار می‌رفتند، از عناصر فعال در خراسان و سیستان بودند. قدرت عیاران به‌اندازه‌ای بود که ارباب دولت و وزرا از آن‌ها یاری می‌جستند. عیاران طبقه‌ای سلحشور از عوام مردم بودند که تشکیلاتی خاص و اتحادیه‌هایی داشتند. در هر شهر تا حدودی به تشکیلات اصناف مرتبط بودند و گاهی از راهزنی و دزدی معیشت خود را می‌گذراندند. عیاران در جنگ‌ها به سراهای ثروتمندان دستبرد می‌زدند و ثروتشان را به تاراج می‌بردند. یعقوب لیث صفاری هم از سرهنگان این طایفه بود. آن‌ها در شهرهای بغداد، نیشابور، سمرقند و سیستان در هنگام ضعف حکومت، خودنمایی می‌کردند. عیاران شهر زرنج در سال ۲۳۱ یا ۲۳۲ق به‌سرکردگی یعقوب لیث صفاری به‌کمک صالح بن نصر برخاستند و او را در نبرد با بشیر یا بشار نامی که بر بست غلبه کرده بود، یاری دادند. در سال ۲۲۰ق اوضاع سیستان از جمله در شهرهای بزرگ آن مثل زرنج و بست بسیار آشفته بود و در همین اوضاع، شورش‌ها و جنگ میان سرداران ادامه یافت. در این میان و در جریان همین شورش‌ها بود که رفته‌رفته یعقوب لیث پا به عرصهٔ حیات سیاسی منطقه گذاشت.سیستان در سه دههٔ نخست قرن ۳ق دائماً دستخوش ناآرامی و جنگ میان این سه گروه بود:
1. سپاه حکومت خراسان و شبه نظامیان؛
2. خوارج و مخالفان حکومت؛
3. و عیاران (در پاره‌ای از مواقع).[۱۰]

## نسب و تبار
پدر یعقوب، لیث، رویگری ساده بود و ۴ پسر (یعقوب، عمرو، علی و طاهر) داشت که نسب خود را ابتدا به خسرو انوشیروان ساسانی و از انوشیروان به تهمورث می‌رساندند. علاوه بر صفاریان خاندان‌های دیگری مثل سامانیان و آل بویه نیز نسب خود را به شاهان قدیم ایران می‌رساندند. به‌عقیدهٔ باستانی پاریزی علت این انتساب‌ها، اعتقاد به فرّ ایزدی پادشاهان قدیم ایران بود. به‌روایتِ تاریخ سیستان دربارهٔ نسب یعقوب چنین آمده است:
یعقوب بن لیث معدل بن حاتم ماهان بن کیخسرو بن اردشیر بن قباد بن خسرو پرویز بن هرمز بن خسرو بن انوشیروان بن قباد بن فیروز بن یزدگرد بن بهرام گور بن یزدگرد بن شاپور بن شاپور ذوالاکتاف بن هرمز بن نرسی بن بهرام بن بهرام بن هرمز البطل بن شاپور بن اردشیر بن بابک بن ساسان بن بابک بن ساسان بن بهمن بن اسفندیار بن یستاسف بن لهراسب بن سیاوش بن لهراسب بن آهو جنگ بن کیقباد بن کی فشین بن کی ابیکه بن کی منوش بن نوذر بن منوش بن منوشرود بن منوشجهر بن نسروسنج بن ایرج بن افریدون بن اتبین بن جمشید بن بحوجهان بن اینکهد بن اوشهنج بن فراوک بن سیامک بن میشی بن کیومرث— ملک‌زاده، سرگذشت صفاریان، ۲۴.

## سال‌های ابتدایی
یعقوب در قریهٔ «قرنین» یا «کارنین»، در حاشیهٔ کویر، در شمال شرقی خاش رود، در روستای نیشت، در سیستان در یک منزلی بر سر راه فراه، در شهرکی که نهری از میان آن می‌گذشت و در خانواده‌ای رویگر زاده شد. تاریخ تولد یعقوب لیث مشخص نیست؛ اما به گفتهٔ برخی محققان با توجه به تاریخ وفات او در شوّال ۲۶۵ و لشکرکشی او به بغداد —که در پی ارسال پیغام تهدیدآمیز به خلیفه صورت گرفت— سه سال پیش از این تاریخ، به نظر نمی‌آید که وی در آن هنگام فردی فرتوت و سالخورده بوده باشد. اگر او را هنگام مرگ ۶۵ساله به حساب آوریم، باید در سال ۲۰۰ ه‍.ق متولد شده باشد. مؤلف تاریخ سیستان ضمن حوادثی که پیش از خلافت خلیفه واثق و نزدیک به مرگ او آورده چنین می‌گوید: «یعقوب لیث و عیاران سیستان صالح بن نصر را قوت کردند». با توجه به اینکه تاریخ مرگ واثق سال ۲۳۲ ه‍.ق است، این عبارت مربوط به سال‌های ۲۳۰ یا ۲۳۱ است و چنین معلوم است که یعقوب در جوانی صاحب عنوان سرهنگی عیاران بوده که به کمک صالح رفته است و این عمل او در تاریخ ثبت شده است. یعقوب برای رسیدن به این مقام می‌بایست ۲۵ساله بوده باشد؛ بنابراین تاریخ تولد او سال ۲۰۶ یا ۲۰۷ ه‍.ق است. با حدس و گمان و به احتمال قوی تاریخ تولد یعقوب بین سال‌های ۲۰۰ تا ۲۰۷، اوایل قرن سوم هجری است.
هرکدام از پسران لیث، حرفه‌ای را پیش گرفتند. یعقوب اول شاگرد رویگر شد؛ سپس از رویگری، به عیاری، دزدی و راهزنی روی آورد و با داشتن شخصیت رهبری، از دیگران جلو افتاد، مردم از او حمایت کردند و رئیس عیاران شهر زرنگ شد. یعقوب لیث در آغاز نیمه سدهٔ ۳ق پس از چند سال عیاری، سربازی و سرداری جنگ، سراسر سیستان را تصرف کرد؛ ازاین‌رو تاریخ رسمی آغاز امارت او سال ۲۵۱ق است. با وجود این، تعیین تاریخ رسمیِ آغاز امارت یعقوب دشوار است؛ زیرا از همان سال ۲۴۷ق که او به‌عنوان امیر سیستان برگزیده شد، نشان داد که به امارت یک ولایت قانع نیست. افزون بر این، در همین هنگام نیز ده سال از فعالیت او در سیستان می‌گذشت. اگر کار تاریخ‌نویسان سنتی را ادامه دهیم، آغاز حکومت مستقل یعقوب زمانی است که محمد بن طاهر را شکست داد. یعقوب از زمانی که طاهریان همچنان در خراسان بر سر کار بودند، کارهای بزرگی انجام داد و قدرت خود را استحکام بخشید.

## حیات سیاسی

### صالح بن نصر

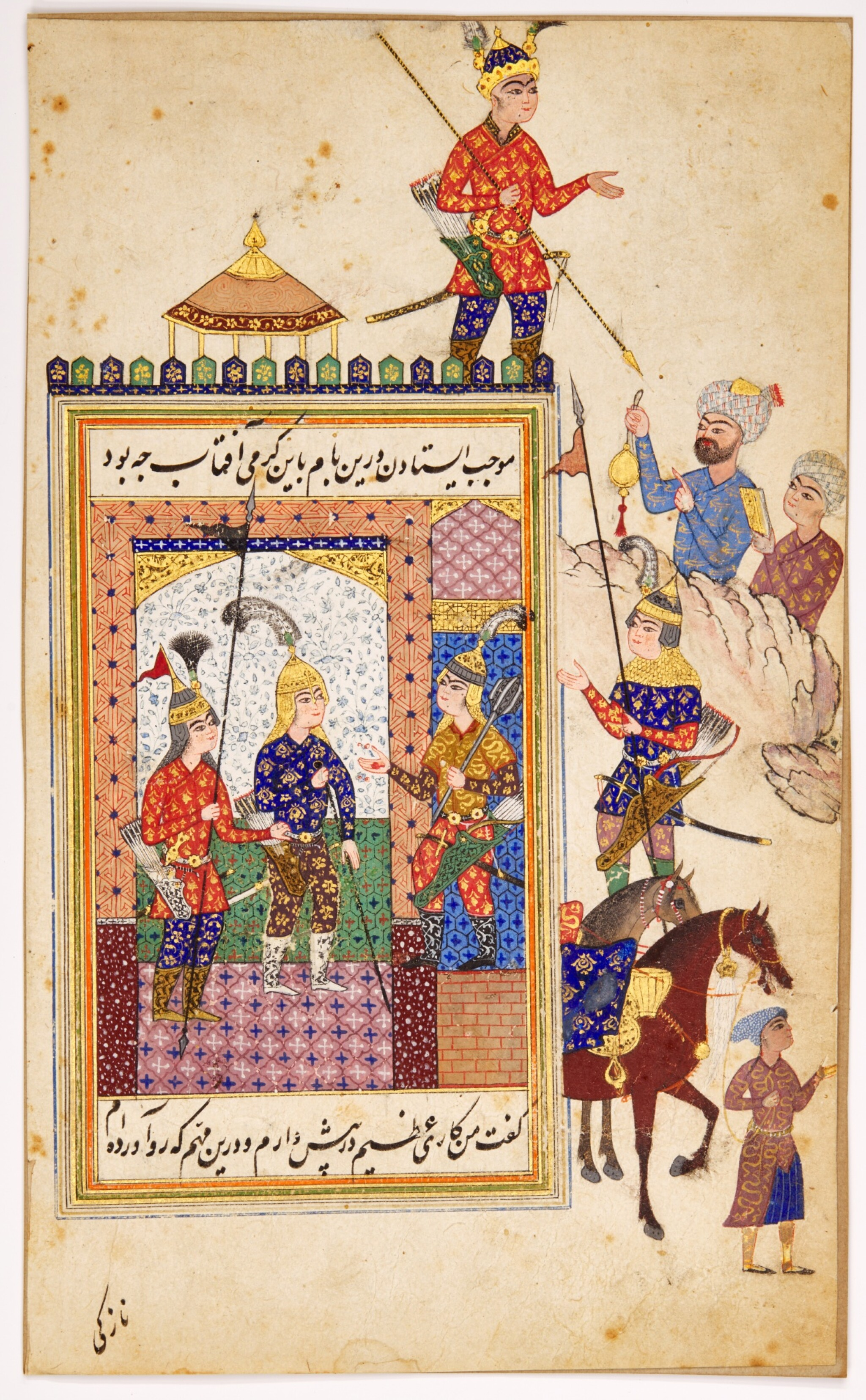
یعقوب بن لیث با زره کامل بر پشت بام ایستاده، برگه ای از نسخه خطی اخلاق محسنی حسین کاشفی. ساخته شده در شیراز، ایران صفوی، قرن شانزدهم

در پی نبردی که بین سپاهیان احمد، پسر ابراهیم، و طرفداران غسان بن نصر بن مالک روی داد، غسان شکست خورد و به دار آویخته شد. مرگ غسان شورش مردم را به دنبال داشت. برادر غسان به نام صالح بن نصر به خون‌خواهی برادرش در بُست شورش کرد و گروه زیادی از مردم بُست، سیستان و عیاران سیستان از جمله یعقوب بن لیث با او همراه شدند و به این ترتیب شهر بُست و پیرامون آن به دست صالح بن نصر افتاد. این اولین باری است که نام یعقوب لیث برده می‌شود. یعقوب لیث در ابتدای کار، فرماندهی لشکر نظامی صالح را در اختیار داشت. رقابت قدیمی میان بُست و زرنج، موقعیت صالح را در شهر تضعیف کرد و او نیز برخلاف عهد و پیمان خود با مطوعه و عیاران، داعیهٔ غارتگری، تجاوز و نارضایتی یاران خود را فراهم ساخت تا بدان‌جا که عیاران سیستان به رهبری یعقوب، از غارتگری و تجاوز صالح خسته شده، کارهای او را خلاف غیرت و مردانگی دانسته و با او مخالفت کردند. آن‌ها صالح را که گریخته بود، تعقیب کرده و پس از نبردی سخت شکست دادند. درهم بن نصر که پس از صالح بن نصر به حکومت رسید، از ترس اعتبار یعقوب به بهانهٔ بیماری خود را در خانه محبوس ساخت. یعقوب در پیامی از او خواست که از خانه خارج شود، درهم نیز به سپاهیانش دستور قتل یعقوب را داد؛ اما یعقوب از این نیرنگ اطلاع یافت، ابتکار عمل را به دست گرفت، به خانهٔ درهم حمله، او را اسیر و زندانی کرد. پس از این واقعه، مردم سیستان ۵ روز مانده به پایان محرم سال ۲۴۷ق در روز شنبه با یعقوب بیعت کردند. یعقوب از اموالی که به دست آورده بود، به هریک از اسرا مالی بخشید. پس از آنکه یعقوب به بزرگی شهرت یافت، ازهر که با خوارج روابط دوستانه داشت، یعقوب را حمایت کرد و به او قدرت بخشید.

### ماجرای ازهر
ازهر، نسب خود را به خسرو پرویز، پادشاه ساسانی، می‌رساند. او در نامه‌هایی بزرگان و رؤسای خوارج را به نیکی و اقدامات خیرخواهانه تشویق نمود و از آن‌ها خواست تا به سپاه یعقوب بپیوندند؛ در نتیجه حدوداً هزار نفر به سپاه یعقوب پیوستند. یعقوب به بزرگان آن‌ها خلعت داد و مژده داد هرکدامشان که سرهنگ است به مقام امیری، هرکه سواره‌نظام ساده است به سرهنگی، هرکه پیاده‌نظام است به سواره‌نظام ارتقا پیدا می‌کند و هرکس هم که هنری در او دیده شود به مقامی خواهد رسید. پس از آن همه با او همراه شدند و مدتی در سیستان ماندند.
مقارن با قدرت گرفتن یعقوب در سیستان، در روز دوشنبه، هشت روز پایانی رجب ۲۴۸ق، طاهر بن عبدالله در نیشابور درگذشت و خلیفهٔ عباسی، مستعین، محمد را به‌عنوان جانشین پدر، حاکم خراسان کرد. این اقدام باعث نزدیک‌شدن خوارج به یعقوب شد. در همین زمان یعقوب نیز عزیز بن عبدالله را به‌عنوان جانشین خود در سیستان انتخاب کرد تا خودش به‌همراه دو هزار نیرو، برای نبرد با صالح بن نصر به بُست لشکرکشی کند. صالح با اطلاع از حملهٔ یعقوب، نزد رَتْبیل گریخت. یعقوب نیز اموال او را مصادره کرد و در ششم رمضان ۲۴۹ق به سیستان بازگشت. همان سال یکی از فرماندهان خوارج، اسدویه خارجی، به جنگ یعقوب رفت؛ ولی طی نبرد از او شکست خورد. بار دیگر، یعقوب خود را به بُست رسانید، با لشکر انبوه صالح که در حال فرار بودند روبه‌رو شد و در نزدیکی رخد جنگ سخت و بی‌سابقه‌ای درگرفت. رَتْبیل با فیل‌ها و سپاهیان بسیار به کمک صالح آمد. یعقوب که در شرایط سختی قرار داشت، با ۵۰ سوار برگزیدهٔ خود از میانهٔ لشکر به رَتْبیل حمله کرد و او را کشت که باعث فرار مابقی سپاهیان او شد. یعقوب نیز با یاران خود سپاهیان را از دم تیغ گذراند، حدود شش هزار نفر را کشته و سی هزار نفر را اسیر گرفتند. غنائم بسیاری از جمله چهار هزار اسب گران‌قیمت، درهم، دینار و چندین فیل به دست یعقوب افتاد.
در این جنگ خیرک، غلام و دربان صالح بن نصر، نیز اسیر شد؛ اما برادر رَتْبیل نزد یعقوب پناه گرفت. در حالی که صالح با ۵ هزار تن از یاران خود فرار کردند، یعقوب تمامی نزدیکان برادر رَتْبیل به‌همراه تخت نقره‌ای، خزائن و اموال او، اسلحه و اموال فراوانی را با کشتی به سیستان فرستاد و فردی به نام شاهین بن روشن را مسئول پیدا کردن صالح کرد. او صالح را در نزدیکی‌های پلی در سرحد والشتان، منطقه‌ای میان غزنه، مکران و سیستان، در منطقهٔ سند دستگیر کرد و نزد یعقوب برد. یعقوب صالح را همراه دیگر اسرا به سیستان آورد؛ در حالی که فیل‌ها را به‌دلیل بدشگونی باقی گذاشت.

### جنگ با عمار خارجی
زمانی که یعقوب در اوج پیشروی بود، به جنگ عمار در نیشک (از شهرهای سیستان) رفت و سپاه خود را به ناحیهٔ بتو رساند. سپاهیان عمار که آمادگی نبرد نداشتند، روحیهٔ خود را از دست دادند و از معرکه دور شدند؛ اما گروهی از جمله عمار در نبرد با سپاهیان یعقوب کشته شدند. با کشته‌شدن عمار، خوارج که مأیوس و سرخورده شده بودند به کوه‌های سفزار و سرزمین هندیجانان فرار کردند.
یعقوب که در جنگ با خوارج پیروز شده بود، با شورشی در نواحی فراه و جوین روبه‌رو شد؛ اما فرد شورشی را دستگیر کرد و به قتل رساند. پس از این یعقوب مدتی در سیستان ماند؛ اما صالح بن حجر شورش کرد. یعقوب عزیز بن عبدالله را به‌جای خود در حکومت سیستان نشاند و به جنگ با صالح بن حجر رفت.

### جنگ با صالح بن حجر
یعقوب پس از اطلاع از شورش و طغیان صالح، با سپاهیان خود جهت سرکوب او روانه شد. در این زمان، صالح در قلعه‌ای به نام کوهژ در غزنین بر سر راه بُست اقامت داشت. صالح از حرکت یعقوب و سپاهیانش اطلاع نداشت و هنگامی متوجه شد که سپاهیان یعقوب قلعه را محاصره کرده بودند. پس از گذشت چند روز از جنگ، صالح که توان مقاومت نداشت و اطمینان داشت که یعقوب عقب‌نشینی نمی‌کند، خودکشی کرد. سپاهیانش جسد او را از قلعه پایین انداختند و تسلیم شدند؛ سپس یعقوب فرد معتمدی را به نگهبانی قلعه گماشت و دستور داد جسد صالح را به بُست برده، خاک کنند و خود نیز به سیستان بازگشت. یعقوب پس از این ماجرا، کارگزارانی را مأمور نواحی والشتان، زمین داور و بُست کرد.

### لشکرکشی به هرات و اشغال آن
در این زمان ولایت خراسان و ناحیهٔ هرات در اختیار حاکمان طاهری از جمله حسین بن عبدالله طاهری در هرات و محمد بن طاهر در خراسان بود. یعقوب پیش از اینکه عازم هرات شود، داود بن عبدالله نامی را به‌جای خود به حکومت سیستان منصوب کرد. حسین بن عبدالله پس از آگاهی از لشکرکشی یعقوب، در هرات سنگر گرفت؛ اما پس از نبردی طولانی به‌ناچار هرات را تسلیم کرد و خود نیز اسیر شد. محمد بن طاهر، ابراهیم بن الیاس، سپاه‌سالار خراسان را مأمور جنگ با یعقوب کرد و خود نیز به پوشنگ رفت. یعقوب که از این موضوع آگاه شده بود، برادر خود علی بن لیث را با اسرا و غنائم در هرات گذاشت، به مردم هرات امان داد و راهی پوشنگ شد. در جنگ با ابراهیم، عدهٔ زیادی از سپاهیان ابراهیم را به قتل رساند. ابراهیم نیز پس از شکست فرار کرد و به‌سوی محمد بن طاهر بازگشت و شکست‌ناپذیری یعقوب را چنین توصیف کرد:
با این مرد به حرب هیچ نیاید، که سپاهی هولناک دارد، و از کشتن هیچ باک نمی‌دارد، و بی‌تکلف و بی‌نگرش همی حرب کنند و دون شمشیر زدن هیچ کاری ندارند، گوئی که از مادر حرب را زاده‌اند و خوارج با او همه یکی شده‌اند و به فرمان اویند. صواب آن است که او را به استمالت کرده آید تا شر او و آن خوارج بدو دفع باشد، و مردی جدّست و شاه فتن و غازی طبع. ...— ملک‌زاده، سرگذشت صفاریان، ۳۲-۳۳-۳۵.
با این توصیف، محمد بن طاهر درصدد برآمد که فرمان حکومت سیستان، کابل، کرمان و فارس را همراه با نامه، هدایا و خلعت برای یعقوب بفرستد. همچنین نامه‌ای به عثمان بن عفان نوشت و از او خواست تا در خطبه‌ها و نماز نام او را بیاورد. یعقوب نیز که به مقصود خود رسیده بود، آرام شد و به سیستان بازگشت. هنگامی که به سیستان رسید باقی‌ماندهٔ خوارج را کشت و اموال آن‌ها را مصادره کرد. در این زمان شعرا به عربی برای او شعری سرودند که دارای چنین مضمونی است:
خداوند بر مردم سیستان منت نهاده که یعقوب را با تعدادی زیاد بر آن‌ها حاکم کرده. مردم با او امنیت یافته و به او مغرور شدند، یعقوب پوشش بود که از سوی خدا در آن منطقه حاکم شد. — ملک‌زاده، سرگذشت صفاریان، ۳۲-۳۳-۳۵.
اما یعقوب عربی نمی‌دانست و معنای اشعار را نمی‌فهمید؛ لذا محمد بن وصیف سجزی، دبیر رسائل، بلافاصله اشعاری به زبان پارسی سرود. در واقع اولین فرد بزرگی که برای او شعر سرودند یعقوب لیث بود. محمد بن وصیف چنین سرود:
| ای امیری که امیران جهان خاصه و عام  |  | بنده و چاکر و مولای و سگانند و غلام |
| ازلی خطی ور لوح که ملکی بدهید       |  | بی‌آبی یوسف یعقوب بن اللیث همام      |
| بلتام آمد زنبیل و لتی خور به لِنگ    |  | لتره شد لشکر زنبیل و هبا گشت کنام   |
| لمن الملک بخواندی تو امیرا به یقین  |  | با قلیل الفیه کت داد بران لشکر کام  |
| عمر عمار تو را خواست و زو گشت بری   |  | تیغ تو کرد میانجی به میان دد و دام  |
| عمر او نزد تو آمد که تو چون نوح بزی |  | در اکار تن او، سر او باب طعام       |

یعقوب پس از آن که زُنْبیل و عمار خارجی را کشت، هرات را تصرف کرد و به حکومت سیستان، کرمان و فارس دست یافت.

### رفتن یعقوب به سوی کرمان
یعقوب در اواخر ذوالحجهٔ سال ۲۵۴ق، عزیز بن عبدالله را به‌جای خود به حکومت سیستان گماشت و راهی کرمان شد. در بم با شخصی به‌نام اسماعیل بن موسی —که از حامیان خوارج به‌شمار می‌رفت— جنگید و او را اسیر کرد؛ یاران او نیز در طول جنگ کشته شدند یا به‌دست سپاه یعقوب اسیر شدند.
در ادامهٔ راه به‌سمت کرمان، طوق بن المغس از سوی علی بن حسین، حاکم کرمان، مأمور جنگ با یعقوب شد. بعد از نبردی سنگین، ازهر، فرماندهٔ یعقوب، طوق را اسیر کرد و سپاهیان او را مجبور به فرار کرد. علی بن حسین با شنیدن خبر شکست سپاهیانش به شیراز گریخت؛ با وجود اینکه لشکری فراهم آورده و طایفهٔ کفجان را هم با خود همراه کرده بود؛ اما در حوالی شیراز در نبرد شدیدی با یعقوب سربازانش فرار کردند و او هم به اسارت درآمد. در نتیجهٔ این نبرد که در جمادی الاولی ۲۵۵ق درگرفت، یعقوب غنائم و ثروت زیادی به دست آورد و در پی این پیروزی، برای معتز، خلیفهٔ عباسی، هدایایی زیبا فرستاد. یعقوب در رجب ۲۵۵ق، همان ماهی که خلیفه معتز به قتل رسید، وارد سیستان شد؛ سپس به‌سوی فارس حرکت کرد.

### رفتن یعقوب به‌سوی فارس
یعقوب در این مدت (یعنی پس از کشته‌شدن معتز و روی‌کارآمدن مهتدی) توانست علاوه بر دستیابی به قدرت و ثروت‌های فارس، علی بن حسین و طوق بن مفلس را هم اسیر کند. در اول شوّال ۲۵۵ق، پس از مرگ عثمان بن عفان، عالم و فقیه مشهور، پسر رَتْبیل که در قلعهٔ بُست زندانی بود از فرصت استفاده کرده، فرار کرد. او سپاه بزرگی ایجاد کرد و وارد رخد شد. یعقوب پس از اطلاع از این واقعه، شخصی به‌نام حمدان بن عبدالله را به‌جای خود در سیستان گذاشت و در اواخر ذوالحجهٔ ۲۵۵ق راهی رخد شد. خلیفه پس از معامله با یعقوب و منصرف‌کردن او از تصرف شیراز، برای سرکوب‌کردن محمد بن واصل و تسلط دوباره بر فارس، عبدالرحمان بن مفلح را به جنگ محمد بن واصل فرستاد که در این جنگ محمد بن واصل پیروز شد. یعقوب پس از شنیدن خبر پیروزی محمد بن واصل، برای تحقق جاه‌طلبی‌های خویش و تسلط بر فارس، به آنجا لشکر کشید. ابوبلال، دایی ابن واصل، او صلاح را در پیروی از یعقوب دید؛ اما ابن واصل فرستادگان یعقوب را زندانی کرد، قصد غافلگیر کردن او را داشت که یعقوب از نیت او با خبر شد و بر حریف خود چیره شد. یعقوب در سال ۲۶۱ق بر فارس مسلط شد و غنائم فراوانی به دست آورد. او پس از تسلط بر فارس از جانب خود حاکمی برای آنجا برگزید. خلیفهٔ عباسی، معتمد، در سال ۲۶۲ق فرمان حکومت خراسان، طبرستان، گرگان، فارس، کرمان، سند و هند را به او تفویض کرد. عزیز بن عبدالله، از یاران یعقوب، محمد بن واصل را —که در جنگ با یعقوب فرار کرده بود— تعقیب کرد؛ سرانجام او را دستگیر و در سال ۲۶۳ق نزد یعقوب آورد؛ سپس یعقوب اموال محمد بن واصل را غارت کرده و او را به زندان انداخت. بعد از سال‌ها، محمد بن واصل پس از شکست از یعقوب، قصد تصرف دوبارهٔ فارس را داشت؛ اما یعقوب سپاهی برای تعقیب او فرستاد و او را به قتل رساند.

### جنگ با رَتْبیل در رخد
هنگام نزدیک‌شدن یعقوب به رخد، پسر رَتْبیل به کابل گریخت. یعقوب به‌دنبال او تا حدود ماساب رفت؛ اما به‌دلیل بارش زیاد برف و بسته‌شدن راه به‌ناچار به سیستان بازگشت. در طول راه نیز عده‌ای از خلج‌ها و ترک‌ها (باقی‌ماندهٔ هیاطله) را کشت و بقیه را به‌عنوان برده با خود به سیستان برد (که یکی از آن بردگان فردی به‌نام سُبکَری بود). یعقوب پس از اقامت کوتاه در سیستان، به هرات رفت و حکومت آنجا را به حسین بن عبدالله داد. چندی بعد، در محرم همان سال، دوباره به کرمان سفر کرد. در رجب سال ۲۵۷ق خلیفه مهتدی کشته شد و احمد بن جعفر ملقب به معتمد به خلافت منصوب شد. معتمد نیز به محمد بن عبدالله طاهری وعدهٔ حکومت خراسان و سیستان را داد. یعقوب که در راه کرمان بود، با آگاهی از این موضوع حمدان بن عبدالله مرزبان را به‌جای خود نشاند، شخصی به‌نام فضل بن یوسف را به‌عنوان سپاه‌سالار لشکر گمارد و برای برپایی نماز، خطبه و رسیدگی به امورات بیت‌المال هم افرادی را انتخاب کرد؛ سپس وارد کرمان شد. در این حال محمد بن واصل هدایای بسیاری به او تقدیم و از او استقبال کرد. در پاداش این تمکین نیز یعقوب حکومت فارس را به او داد. یعقوب سفیری نیز نزد خلیفه معتمد، به‌همراه هدایایی که از کابل آورده بود، فرستاد و خلیفه نیز برادر خود طلحه ملقب به ابواحمد موفق را نزد یعقوب فرستاد تا منشور حکومت بلخ، تخارستان، پارس، کرمان، سجستان و سند را به او بدهد؛ یعقوب نیز فرستادگان خلیفه را مورد لطف قرار داد و با کمال احترام آن‌ها را بازگرداند؛ سپس خود به سیستان رفت. یعقوب پس از مدتی برای سرکوب پسر رَتْبیل در اواخر ربیع‌الاول سال ۲۵۸ق راهی کابل شد. در حوالی زابلستان در قلعه‌ای به نام لامان جنگ سختی روی داد؛ سرانجام یعقوب او را شکست داد و اسیر کرد. یعقوب از آنجا ابتدا بامیان را تصرف کرد و به‌سوی بلخ حرکت کرد. در آن زمان حاکم آنجا داود بن عباس بود که با شنیدن خبر ورود یعقوب فرار کرد؛ یعقوب نیز بلخ را به تصرفات خود اضافه کرد، عده‌ای را به قتل رساند و محمد بن بشیر را حاکم بلخ کرد.

### شورش عبدالرحیم خارجی
عبدالرحیم از خوارج کورهٔ کروخ (مسیلی به نام کروخ در غرب شهر هرات) بود. او مدعی بود که امیرالمؤمنین است و به خود لقب المتوکل علی‌الله داده بود. عبدالرحیم خارجی با سپاهی چند هزار نفره شورش کرده، قسمت‌هایی از خراسان را تصرف کرد. یعقوب هنگامی که ضعف حکام خراسان را دید، خود را برای سرکوب عبدالرحیم به کوهستان‌های هرات رساند. در نهایت عبدالرحیم از او امان خواست و از او اطاعت کرد. یعقوب هم او را امان داد و حکومت‌های سفزار و بیابان‌های آن نواحی را به او سپرد و خود به هرات بازگشت؛ اما کمتر از یک سال نگذشته بود که خوارج بر عبدالرحیم شوریدند، او را کشتند و ابراهیم بن اخضر را به رهبری برگزیدند. ابراهیم نیز بلافاصله برای عرض بندگی نزد یعقوب رفت و یعقوب نیز حکومت همان نواحی را که تحت حکومت عبدالرحیم بود به ابراهیم سپرد. به‌امر یعقوب، نام تمامی سپاهیان ابراهیم در دیوان عرض ثبت شد، آن‌ها را جیش الشراة نامید و خود به سیستان بازگشت. سه ماه بعد یعقوب به‌قصد حرکت به‌سمت خراسان، حفص بن زونک نامی را در سیستان جانشین خود کرد و برای دستگیری عبدالله سگزی —که نزد محمد بن طاهر پناه برده بود— به‌سوی نیشابور روانه شد. یعقوب در ورود به شهر نیشابور فرستاده‌ای نزد محمد بن طاهر فرستاد که «برای سلام تو خواهم آمد»؛ اما عبدالله سگزی به حاکم طاهری گفت: «درآمدن او و سلام او صواب نیست، سپاه جمع کن تا حرب کنیم». محمد بن طاهر جنگ با یعقوب را نپذیرفت؛ زیرا معتقد بود که یعقوب پیروز خواهد شد و ممکن است جان آن‌ها به خطر بیفتد. عبدالله که اوضاع را چنین دید، از نیشابور خارج شد و به دامغان رفت. محمد بن طاهر هم پیش از رسیدن به دروازهٔ شهر، وزیرانش را به‌سوی یعقوب فرستاد و خود نیز روز بعد نزد او حضور یافت.

### فتح خراسان

#### وضعیت خاندان طاهری
طاهریان امیران زیردستِ خود را به‌همراه سپاه، برای حکومت سیستان می‌فرستادند؛ اما آن‌ها نفوذ چندانی در بیرون شهرها مخصوصاً زرنج که پایتختشان بود، نداشتند و این استان ناامن بود.
زمانی که یعقوب برای جنگ با رَتْبیل به بُست رفت، در اطراف شهر به‌همراه یکی از دبیران خود وارد ویرانهٔ منزلی که صالح بن نصر در آن زندگی می‌کرد، شد. دبیر نوشتهٔ عربی روی دیوار را دید و آن را ترجمه کرد: «چون ندای شوم سرنگونی برامکه بلند شد آن‌ها به ذلت و خواری افتادند. خاندان طاهر هم صدای شوم نابودی‌شان روی برخواهد خاست و خداوند هم برای آن‌ها نکبت و بدبختی را خواهد فرستاد». یعقوب این نوشته را معجزه‌ای برای سرنگونی خاندان طاهریان دانست و به دبیر خود فرمود که این نوشته را نزد خود نگه دارد. روزی که محمد بن طاهر اسیر شد، یعقوب آن نوشته را برای طاهر خواند. محمد بن طاهر به زندانی در سیستان فرستاده شد و بعد از گذشت چند سال، در آنجا درگذشت و به‌امر یعقوب در حجره‌ای که فوت کرده بود، به خاک سپرده شد. از آن پس یعقوب دستور داد همهٔ افراد خاندان طاهری دستگیر و به کوه اسپهبد در طبرستان فرستاده شوند.

#### درگیری با طاهریان
محمد طاهری، حاکم خراسان، در ادارهٔ امور ضعیف بود، طبرستان و ری از تصرف او خارج شده بودند و ماوراءالنهر از وی اطاعت نمی‌کردند؛ لذا یعقوب موقعیت را برای گرفتن خراسان و جنگ مستقیم با امیر طاهری مناسب دید. یعقوب پس از ارسال پیغام اول به‌سوی خراسان حرکت کرد. بهانهٔ یعقوب برای لشکرکشی، پناه‌دادن محمد بن طاهر به عبدالله سگزی یا عبدالله بن محمد بن صالح بود که به نیشابور گریخته بود. عبدالله با شنیدن این خبر، به دامغان در ناحیهٔ جنوبی دریای خزر فرار کرد و محمد بن طاهر را تنها گذاشت. در هر حال پس از تصرف نیشابور به‌دست یعقوب و پایان‌دادن به سلطهٔ ۵۰سالهٔ طاهریان، مردم او را خارجی خواندند. یعقوب دستور داد جار بزنند و مردم را برای فردا احضار کنند. فردای آن روز یعقوب چون شاهان به تخت نشست، به مردم دستور داد روبه‌روی او بایستند، به وزیر دستور داد شمشیر یمانی را از غلاف خارج کند و به یعقوب بدهد. یعقوب شمشیر را گرفت، چرخاند و به دیگران گفت: «من برای دادخواهی مردم برخاسته‌ام و برای گرفتن فسق و فجور؛ اگر این چنین نبود خداوند تعالی مرا تا به حال این چنین نصرت و پیروزی نمی‌داد، شما نمی‌توانید از این کارها انجام دهید، به راه من بازگردید». پس از آن خبر اتحاد عبدالله بن محمد با حسن بن زید علوی را دادند که برای جمع‌آوری سپاه برای جنگ از دامغان به گرگان رفته است، یعقوب هم سپاه خود را آماده کرد و راهی گرگان شد.

### جنگ با علویان
زمانی که یعقوب به گرگان رسید، عبدالله و حسن بن زید به طبرستان گریختند. یعقوب گروهی را برای محافظت از آذوقه و سپاه باقی گذاشت و خود با سرعت در تعقیب آن‌ها به ساری رفت. با دیدن یعقوب، بی هیچ جنگی، حسن بن زید به سمت کوه‌های دیلمان و عبدالله به سمت دریا فرار کرد. مرزبان طبرستان عبدالله را دستگیر کرد و او را به یکی از یاران یعقوب، عزیز بن عبدالله، سپرد و خود بازگشت تا از اقدامات حسن بن زید جلوگیری کند. عبدالله سگزی را نزد یعقوب بردند و چون مشخص شد که ضد یعقوب سخنان بسیاری گفته است، به‌دستور یعقوب او را گردن زدند؛ سپس یعقوب با پنداری آسوده به نیشابور بازگشت.

### درگیری با محمد بن واصل و محمد زیدویه
محمد بن زیدویه با نزدیک‌شدن یعقوب به محمد بن واصل گفت: «حال که یعقوب قدرتمند شده است و بعد از من اوضاع تغییر کرده، صلاح نیست که با او بجنگیم». محمد بن واصل حرف او را نپذیرفت، محمد زیدویه از او جدا شد، به دهی در فارس رفت و در آنجا با سپاهیان خود اقامت گزید. محمد بن واصل هم برای جنگ با یعقوب به‌سوی نوبندجان حرکت کرد و فرستاده‌ای به‌نام بشیر بن احمد را نزد یعقوب فرستاد. با رسیدن سفیر، یعقوب از او به‌خوبی استقبال کرد. سفیر که از این وضعیت شاد گشته بود، هرآنچه که دیده بود به‌اطلاع محمد بن واصل رساند. محمد واصل برای مقابله با یعقوب در ناحیهٔ بیضا به او می‌رسد و جنگ سختی بین آن‌ها درمی‌گیرد. محمد بن واصل که از سپاه ۱۰ هزار نفرهٔ یعقوب بی‌خبر بود، مجبور به عقب‌نشینی شد. یعقوب او را تعقیب کرده، در نهایت اسیر کرد. یعقوب پس از این ماجرا، به رامهرمز رفت و با فرستادگانی از سوی خلیفه معتمد روبه‌رو شد. خلیفه در همین سال، ۲۶۲ق، برای جلوگیری از افزایش قدرت یعقوب، حکومت ماوراءالنهر را به نصر بن احمد بن اسد از خاندان سامانی سپرد. برادر خلیفه، ابومحمد موفق، مأمور گردآوردن تجار و حجاج خراسان شد که پس از ملاقات با آن‌ها پیام خلیفه را به ایشان رساند. مضمون پیام این بود که فرستاده‌ای از طرف خلیفه نزد یعقوب رفته تا به او حکومت خراسان، طبرستان، گرگان، فارس، کرمان، سند، هند و ریاست مدینه را همراه با اعطای خلعت و لوا، تفویض کند. بعد از بازگشت فرستادهٔ خلیفه، محمد بن زیدویه از فارس به خراسان و بعد به قهرمان رفت. یعقوب فردی به نام عمر بن عبدالله را با ۲ هزار سرباز به تعقیب او فرستاد. همچنین یکی دیگر از یارانش، عزیز بن عبدالله، به‌دنبال محمد بن واصل در کشتی‌ها مستقر شده، به دریا زد و با یاری فردی به‌نام غانم سبکری، از سرهنگان خوارج، محمد بن واصل را اسیر و در محرم ۲۶۳ق نزد یعقوب آوردند. یعقوب به محمد بن واصل دستور داد به اطرافیان خود فرمان دهد تا دروازهٔ قلعه را بگشایند. با قبول این خواسته، محمد بن واصل به‌همراه خلف بن لیث به پای قلعه‌ای بر سر کوهی —که دسترسی به آن ممکن نبود— رفتند. محمد بن واصل به نگهبان دستور داد که دروازهٔ قلعه را بگشاید؛ اما نگهبان در ابتدا خواستار قتل محمد بن واصل شد اما خلف بن لیث او را برگرداند،  تا این که بعد از مدتی دروازهٔ قلعه گشوده شد و طی ۳۰ روز، هر روز ۵۰۰ استر، ۵۰۰ شتر، درهم، دینار، سلاح قیمتی و ظروف زرین و سیمین از قلعه خارج می‌کردند. یعقوب پس از تسلط بر قلعه و اموال آن، محمد بن واصل را به زندان انداخت.

## واپسین سال‌ها و مرگ

### رابطه با عباسیان
صفاریان از طاهریان در جدایی از دستگاه خلافت عباسی پیش‌تر رفتند؛ با آنکه آن‌ها نخستین خاندانی بودند که در شرق قلمرو اسلام با ادعای عباسیان برای حکومت سیاسی بر سراسر سرزمین اسلام به مخالفت برخاستند.
روابط عباسیان و یعقوب روشن نیست؛ اما حکومت او را در شرق به رسمیت شناخته بودند و بر سیستان، کرمان، هرات و قلمرو اسلام در هند به‌نام خلیفه حکومت می‌کرد. از ابتدا تسلط و پیشروی یعقوب با تکیه بر قدرت خود و سپاهیانش بود و بدون دستور خلیفه انجام می‌شد. خلفا نیز می‌کوشیدند تا با امتیازدهی به یعقوب جلوی پیشروی‌های او را بگیرند. یعقوب نیز بارها هدایایی نزد خلیفه می‌فرستاد؛ اما هدف او اظهار اطاعت نبود؛ بلکه قصد قدرت‌نمایی داشت. در سال ۲۵۹ق یعقوب بر طاهریان مسلط شد و سر عبدالرحمان خارجی —که قبلاً بر او غلبه کرده بود— را نزد خلیفه معتمد فرستاد. با وجود اینکه خلیفه از لشکرکشی یعقوب به طبرستان و سرکوب علویان شادمان گشت؛ اما از غلبهٔ او بر طاهریان خشنود نبود و آن را به‌عنوان یک شورش تلقی کرد. به همین دلیل در جمع حاجیان خراسان و طبرستان، یعقوب را یاغی و اقدامات او را خودسرانه خواند. خلیفه به یعقوب اعتماد نداشت، اما چون کسی را در کارزار برابر با او نمی‌دید، رفتاری مسالمت‌آمیز با او داشت. خلیفه از ترس، فرمان حکومت خراسان، طبرستان، فارس، کرمان، سند و هند را به یعقوب تفویض کرد و برای جلب حمایت پیروان یعقوب، محمد بن طاهر را از زندان آزاد کرد.

#### دیرالعاقول
یعقوب پس از ضبط اموال و اسلحه‌های بسیاری که از قلعهٔ محمد بن واصل به دست آورده بود، همه را نزد ابوالسّاج برد و به‌سوی شیراز حرکت کرد. در پی این اقدام برادر یعقوب به‌شدت با او برخورد کرد و خود به سیستان بازگشت؛ چراکه از نیت یعقوب آگاه بود. یعقوب نیز در ۲۷۴ق سپاهی به‌عنوان مقدمهٔ لشکر خود به جندی شاپور فرستاد و خود نیز راهی اهواز شد. در این فاصله گروهی به‌قصد نیرنگ به یعقوب نزدیک شدند، جاسوسان یعقوب از نیت آن‌ها آگاه شده، همه را کشتند. همچنین سفرایی از ترکستان، هند، سند، چین، روم، شام و… با نامه‌ها و هدایا نزد یعقوب آمدند؛ او نیز پس از بازگرداندن تمامی سفرا، به‌واسطهٔ دست‌یافتن بر حکومت نواحی، ملک‌الدنیا لقب گرفت. ابواحمد موفق که از اطاعت مردم از یعقوب آگاهی یافت، از ترس جان خود نامه‌ای به او نوشت، از او خواست بزرگ‌منشی نموده و برای ملاقات با او برود. معتمد، خلیفهٔ عباسی، که از حرکت یعقوب آگاه شده بود، با سپاهی از بغداد خارج شد. پس از رسیدن دو سپاه به هم در هفتم شوّال ۲۶۵ق جنگ سختی درگرفت. فردی به‌نام ابراهیم بن سیما که شبیه به معتمد بود، در بین سپاهیان می‌گشت و آن‌ها را به جنگ تشویق می‌کرد. جاسوسان یعقوب متوجه شدند و به یعقوب اطلاع دادند؛ لذا یعقوب شخصاً به سپاه بغداد حمله برد و عدهٔ بسیاری را کشت. لشکر معتمد فرار کردند؛ اما چیزی نگذشت که با بازکردن آب دجله بر سپاه یعقوب، علاوه بر کشته‌شدن بزرگان لشکر همچون یعقوب بن اسماعیل، یعقوب ناچار به عقب‌نشینی به‌سمت جندی شاپور شد. بدین ترتیب در نبرد دیرالعاقول یعقوب از خلیفه شکست خورد و همچنین محمد بن طاهر که در اسارت وی بود فرار کرده و به ابواحمد موفق پیوست.
یعقوب پس از شکست دیرالعاقول، از جندی شاپور برای جنگ با کفار در مرزهای روم، راهی آن سرزمین شد و به برادر خود عمرو بن لیث در سیستان نامه نوشت که به او بپیوندد؛ اما عمرو زمانی به یعقوب رسید که او به‌سختی بیمار شده بود.

### مرگ
یعقوب پس از شکست در دیرالعاقول، در راه بازگشت به برادر خود، عمرو، نامه نوشت که خود را به او برساند؛ اما زمانی که یعقوب به جندی شاپور رسید، سخت بیمار شد. عمرو با بیمار شدن یعقوب خود را به او رساند تا از او پرستاری کند. یعقوب ۱۰ روز مانده از شوّال سال ۲۶۵ق بر اثر قولنج در گندی‌شاپور خوزستان از دنیا رفت. او ۱۷ سال و ۹ ماه بر خراسان، کابل، سند، هند، سیستان، فارس و کرمان حکومت کرد و ۷ سال در حرمین به نام او خطبه خواندند. دربارهٔ روز مرگ یعقوب بین تاریخ‌نگاران اختلاف‌نظر وجود دارد؛ به‌طوری که گردیزی دربارهٔ اواخر زندگی او نوشته است: «یعقوب به فارس رفت و فارس و اهواز را گرفت و قصد رفتن به بغداد را داشت که معتمد را از خلافت بر کنار کند و موفق را بنشاند، یعقوب به دیرالعاقول در نزدیکی بغداد رسید و موفق دستور داد تا آب دجله را بر او ببندند و لشکر یعقوب هلاک شد و او شکست خورد و بازگشت و هنگامی که به جندی شاپور رسید درگذشت و روز مرگش چهارشنبه چهاردهم شوّال ۲۶۵ ه‍.ق بود.»، مؤلف تاریخ سیستان روز مرگ او را شنبه می‌داند. مسعودی در مروج الذهب، تاریخ مرگ او را دوشنبه ۲۳ شوّال ۲۶۵ ه‍.ق می‌داند.
ابن خلکان به‌نقل از ابوالفای دو بیت فارسی (همراه با ترجمهٔ عربی آن) را دربارهٔ مرگ یعقوب لیث بیان کرده است:
| خراسان احوبها واکناف فارس           |  | و مالیت بمن ملک عراق بایسن    |
| سلام علی الدنیا وطیب نسیمها         |  | کان لم بکن یعقوب فیها یجالسن  |
| بگرفتم این خراسان با ملک فارس یکسان |  | ملک عراق بکسر از من نبود رسته |
| بدورد باد گیتی با بوی نوبهاران      |  | یعقوب لیث گویی دروی نبد نشسته |

پس از یعقوب سپاهیان او برادرش، عمرو بن لیث را به جانشینی برگزیدند.

### مکان خاکسپاری

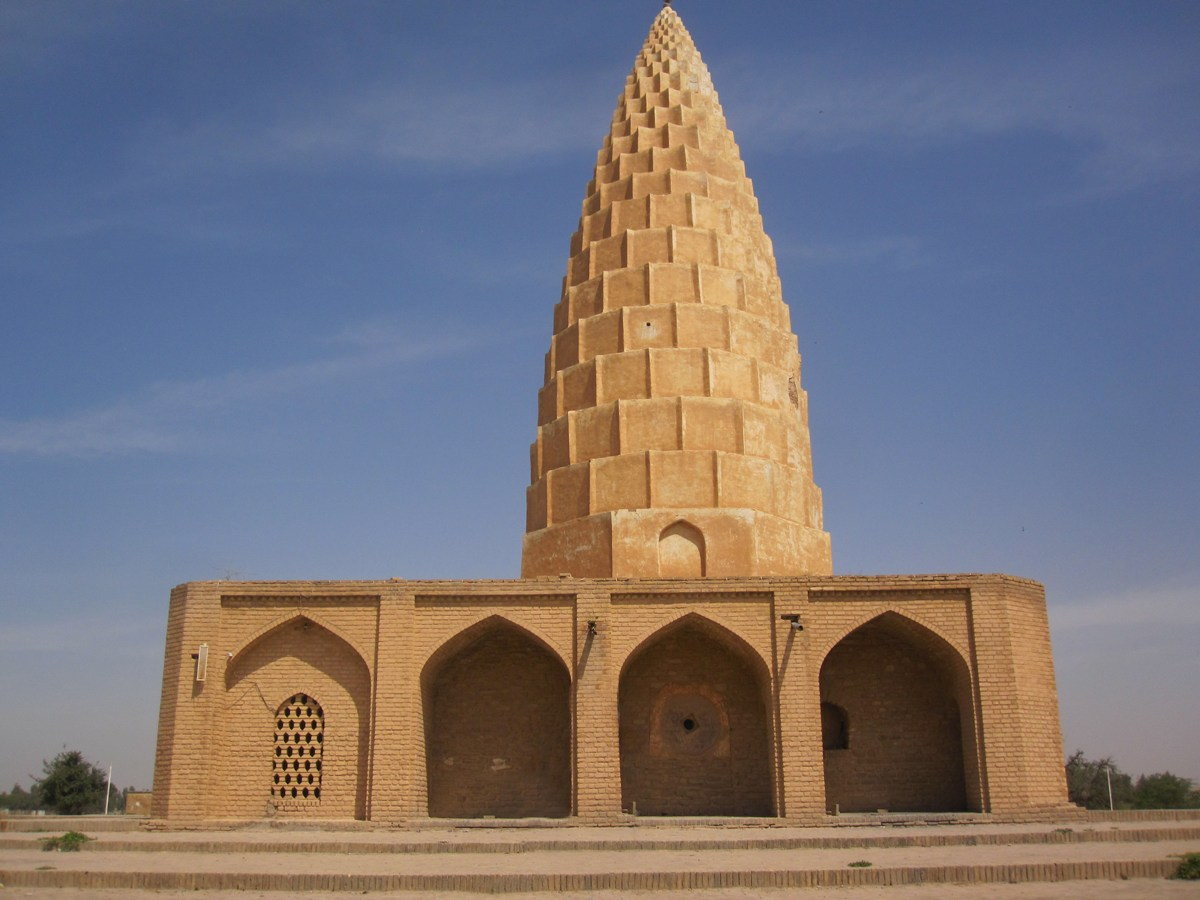
آرامگاهی در روستای شاه آباد دزفول که برخی به یعقوب لیث منتسب می‌کنند

یعقوب در سال ۲۶۵ قمری در گندی‌شاپور در اثر قولنج کلیوی درگذشت. برخی احتمال داده‌اند آرامگاه شاه ابوالقاسم که در روستایی به نام شاه آباد (شاه ابوالقاسم یا اسلام‌آباد) قرار دارد، همان آرامگاه یعقوب لیث باشد. این نظریه از سوی برخی پژوهشگران رد شده است.
کمتر از ۴۰۰ سال پیش فتحعلی‌خان حاکم شوشتر در دورهٔ صفوی برای بزرگداشت عارفی به نام شاه ابوالقاسم یکی از مریدان شیخ اسماعیل قصری ساختمانی بر قبر او ساخت. قدمت این آرامگاه، به دوره صفوی تا قاجار می‌رسد. آرامگاه با گنبد مضرس ساخته شده و در دوره‌های مختلف مرمت شده است.

## صفاریان پس از یعقوب
پس از مرگ یعقوب، سپاه او وضعیت نابسامانی پیدا کرد. یعقوب پس از شکست از خلیفه، نامه‌ای به برادرش، عمرو، نوشت و از او خواست که به جندی شاپور برود. در مدت غیبت عمرو، بین او، اطرافیان، نزدیکان و سپاهیان یعقوب فاصله افتاده بود؛ در حالی که علی، برادر دیگر یعقوب، به آن‌ها نزدیک بود و به او اعتماد داشتند. به همین دلیل بعد از مرگ یعقوب بیشتر تمایل داشتند که علی را به‌عنوان جانشین یعقوب برگزینند. بر سر جانشینی چندین روز بحث درگرفت و در نهایت عمرو پیروز شد. حیله و تدبیر عمرو و بی‌تجربگی علی، از عوامل اثرگذار در این تصمیم بود. بعد از قطعیت حکومت عمرو، علی اقداماتی علیه برادرش انجام داد که موجبات دستگیری او را فراهم کرد. اولین اقدام عمرو در جندی شاپور، بعد از رسیدن به حکومت، اطاعت از خلیفه بود. احتمالاً عمرو، یعقوب را به‌دلیل مخالفت با خلیفه ترک کرده بود؛ زیرا او برخلاف یعقوب حکومت استکفاء را ترجیح می‌داد. او برای مشروعیت‌بخشی به حکومت خود به خلیفه نیاز داشت. بیشتر مسلمانان به حقانیت خلافت عباسی اعتقاد داشتند؛ عمرو نیز چاره‌ای جز اطاعت نداشت. خلیفه در پاسخ به عمرو از او خواست تا به نیشابور برود و در آنجا منتظر فرمان خلیفه باشد.

## میراث
صفاریان نیز مانند سامانیان به‌سبب فراهم‌ساختن زمینهٔ مناسبی برای پیشرفت ادبیات فارسی سزاوار تقدیرند؛ اما یعقوب و عمرو که گرفتار پیکارهای پی‌درپی بودند، فرصت پرداختن به امور فرهنگی را نداشتند. یعقوب لیث کسی بود که با فکر ایجاد یک دولت مستقل ایرانی و برانداختن یا تضعیف خلافت بغداد، کار خود را آغاز کرد. شعری از متوکل هست که از قول یعقوب برای خلیفه معتمد فرستاده شده است، از این شعر بر می‌آید که یعقوب در سایه و درفش کاویان بر همه امم سیادت جدید و بر سریر ملوک عجم بر می‌آید و رسم کهن را تجدید می‌کند، {{مبهم}} در نتیجه یعقوب به زبان عربی آشنایی نداشته، به شعر و ادب عرب توجهی نمی‌کرده و شاعران عرب زبان را به حضور نمی‌پذیرفت؛ بلکه علاقه داشت تا زبانی را که خود می‌فهمید و بدان سخن می‌گفت، زبان ادبی قرار دهد.
سپاه یعقوب از افرادی با عقاید سیاسی و مذهبی مختلف تشکیل شده بود که بیشتر آن‌ها از گروه عیاران، خوارج و مطوعه بودند؛ البته گروهی از صعالیک، امرا و بزرگان خراسان هم در سپاه او حضور داشتند. برای ورود به سپاه یعقوب می‌بایست مراحلی طی می‌شد. یعقوب در انتخاب لشکریان مداخله می‌کرد و مهارت آن‌ها را در شمشیرزنی، تیراندازی و اسب‌سواری می‌آزمود. پس از آگاهی از نسب و گذشتهٔ آن فرد، چنان‌که تأیید می‌شد، می‌توانست وارد سپاه شود. برای حفظ جان یعقوب سپاه خاصه تشکیل شده بود. آن‌ها در اطراف خیمهٔ یعقوب مستقر بودند و هرگاه که یعقوب امری داشت یکی از غلامان خاصه، سپاه خاصه را فرا می‌خواند. ۲ هزار نفر از سپاهیان قدرتمند یعقوب برای جشن‌ها، اعیاد و مراسم رسمی تربیت شده بودند که هرکدام چماقی زرین یا سیمین داشتند و در مراسم رسمی در دو طرف بارگاه به صف می‌ایستادند.
در سپاه یعقوب بیشتر اسبان متعلق به یعقوب بود و هزینه، آذوقه و علوفهٔ آن‌ها از اموال یعقوب تأمین می‌شد. در سپاه از شتران و خران سپیده استفاده می‌کردند که به خران صفاری شهرت داشتند و به‌علت مشکل برای چریدن، از استر کمتر استفاده می‌شد.
با توجه به دورانِ کوتاه حکومت یعقوب، مسلماً فرصتی برای ایجاد سازمان‌های اداری منظم وجود نداشته است. روش یعقوب در زمینهٔ کشورداری، انتخاب حکام مورداعتماد در مناطق مشترک بود. به‌طور کلی یعقوب می‌کوشید تا با مردم به‌خوبی رفتار کند، دل‌های آن‌ها را به دست می‌آورد و سرزمین‌ها را پاسداری می‌کرد. یعقوب زمانی که برای جنگ یا رسیدگی به امور شهری از سیستان خارج می‌شد، برای ادارهٔ امور داخلی فردی را جانشین خود می‌کرد. در زمان یعقوب دیوان رسایل را محمد بن وصیف سجزی اداره می‌کرد که در زبان فارسی مهارت داشت؛ هرچند که در آن دوره نامه‌ها به زبان عربی نگاشته می‌شد.

## ایدئولوژی
اندیشمندان امروزی دربارهٔ انگیزهٔ جنبش صفاریان توافق‌نظر ندارند. برخی از آن‌ها معتقدند که یعقوب به‌دنبال احیای شکوه گذشتهٔ ایرانِ ساسانی بود و هویت ایرانی انگیزهٔ اصلی خیزش او بوده است. حتی در منابع تاریخی، شعری به یعقوب منسوب است که او خود را وارث پادشاهان ایران، از نسل جمشید معرفی می‌کند و به اعراب پیام می‌دهد که به بیابان‌هایتان بازگردید. با این حال، گروهی دیگر از اندیشمندان این دیدگاه را به چالش کشیده‌اند. آن‌ها با استناد به اینکه بخش بزرگی از سپاه یعقوب را عرب‌ها تشکیل می‌دادند، معتقدند که هدف یعقوب تنها احیای اسلام واقعی بوده است که در آن دوران به‌طور کلی فراموش شده بود. در کنار این‌ها، گروه سومی از اندیشمندان بر این باورند که تنها آدرنالین، وسوسهٔ شهرت و فتوحات بزرگ، محرک یعقوب برای خیزش علیه دولت بغداد بوده است.
با همهٔ این‌ها، سیاست ضدخلیفهٔ او بسیار آشکار است. کتاب تاریخ سیستان نقل می‌کند که یعقوب عباسیان را «دروغگو» خطاب کرده است. در ادامهٔ این نقل‌قول آمده است:
آیا ندیدید که آنان با ابوسلمه، ابومسلم، برمکیان و فضل ابن سهل، باوجود همه کارهایی که آن مردان برای این سلسله انجام دادند چه کردند؟ نباید گذاشت دیگر کسی به آنان اعتماد کند!— یعقوب لیث، برگرفته از کتاب تاریخ سیستان

## احیای زبان فارسی
یعقوب لیث را نخستین شهریار ایرانیِ احیاگر زبان پارسی، پس از فروپاشی شاهنشاهی ساسانیان می‌دانند. وقتی شاعری بنا بر رسم زمان قصیده‌ای به عربی در مدح او سرود، وی او را ملامت کرد که چرا به زبانی که نمی‌فهمد برایش شعر سروده است: «چیزی که من اندر نیابم چرا باید گفت». با شنیدن این سخن، محمد بن وصیف که ادارهٔ امور دیوان یعقوب را بر عهده داشت، قصیده‌ای به فارسی در مدحش سرود و این قصیده (براساس روایت مؤلف ناشناس تاریخ سیستان که قصیده را نقل نموده است) آغاز سرودن شعر درباری به این زبان گردید.
این نظریه که نخستین شعر فارسی در زمان صفّاریان سروده شده است، درست نیست. نمونه‌هایی از اشعار فارسی که در زمان طاهریان سروده شده مانند دو قطعه از حنظلهٔ بادغیسی در دست است و احتمالاً زودتر از آن هم کوشش‌هایی برای سرودن شعر به اوزان محلی یا در قالب شعر عربی به‌طور پراکنده صورت گرفته باشد؛ اما از آن‌ها چیزی به دست ما نرسیده است. اقدام یعقوب محرّکی در سرودن شعر فارسی شد و آغاز سنتی گردید که سامانیان، پیشروان راستین رستاخیز ادبی ایران، آن را برگرفته و گسترش دادند.

## سکه‌شناسی

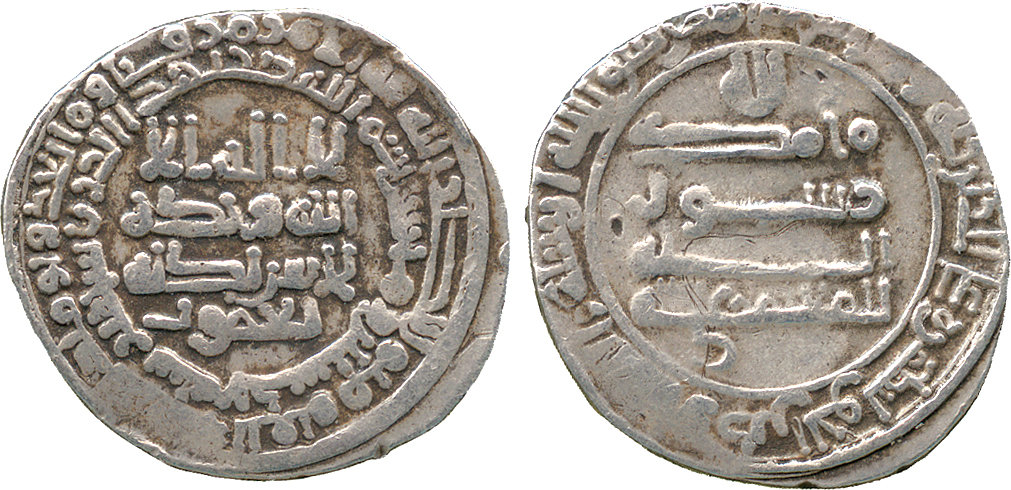
درهم نقره یعقوب لیث صفاری.

سکه‌ای از یعقوب لیث در سال ۲۶۵–۲۵۴ه‍-ق وجود دارد که نوع آن از سیم و درهم و قطر سکه ۲۲ میلیمتر و وزن ۱/۶۵گرم م، است. نقش روی سکه «لا اله الا الله وحده لاشریک له یعقوب» و دور سکه «بسم الله ضرب هذا الدار به فارس سنه ۲۵۳ ثلث خمسین ماتین» دور دوم سکه «لله الامر من قبل و من بعد و یومئذ یفرح المومنون» «فرمان از خداست از گذشته و آینده در چنین روزی مؤمنان شاد می‌شوند» پشت سکه‌ها «لا الله محمد رسول‌الله المعز» و دور سکه‌ها «محمد هوالذی ارسل و رسوله باالهدی و دین الحق لیظهر علی الدین کله ولو کره المشرکون» «اوست آنکه فرستاد رسولش را برای هدایت به دین درست تا آشکار کند ان را برهمه دین‌ها اگرچه مشرکان اکره دارند.» 

## منش و حیات فردی
همهٔ شواهد نشان می‌دهند که یعقوب به دین دلبستگی نداشته، از آن استفادهٔ سیاسی می‌کرده است؛ به‌طوری که مذهب و فرقهٔ او ذکر نشده است.
طبق کتاب سرگذشت صفاریان نوشتهٔ ملک‌زاده، یعقوب در انجام هر کاری با مشورت و تدبیر دیگران پیش می‌رفت و می‌گفت: «توکل باید به خدا باشد تا چه خواهد شد». او در شبانه‌روز بیش از ۱۷۰ رکعت نماز، چه مستحب، چه واجب می‌خواند و در روز هزار دینار صدقه می‌داد. بر هوای نفس خود غلبه داشت و هیچ‌گاه به زن یا غلامی شهوت‌آلود نگاه نمی‌کرد. شخصیت عادل و منصفی داشت و در صورت نیاز، بر اساس شریعت و مقررات، خواستهٔ دیگران را انجام می‌داد. در رسیدگی به امور بسیار جست‌وجوگر و باهوش بود. هیچ‌گاه بر روی کسی که اهل تهلیل بود، شمشیر نکشید و قبل از حمله به کسی حجت را بر او تمام کرده و خدا را گواه می‌گرفت چنان‌که در کتاب سرگذشت صفاریان ذکر شده است.
یک بار مردی به خضرا رفت و از غم سر بر زانو گذاشته و یعقوب علتش را پرسید. مورد پس از رفتن گفت که یک افسر شب‌ها بدون اجازه او و دخترش از راه پشت بام وارد خانه آنها می‌شود و دخترش را اذیت می‌کند. یعقوب دستور داد مردی با شمشیر به خانه او برود و فرد که آمد او را بکشد بعد از دو روز آن مرد آمد و فردی که شمشیر داشت او را زد و به دو نیم تقسیم کرد پس فردی که شمشیر داشت طلب آب و غذا کرد و دیدند که او خود یعقوب است گفت من دو روز آب و غذا نخوردم تا مشکل حل شود.— ملک‌زاده، سرگذشت صفاریان، ۸۰–۸۱.
یعقوب ابتدا نزد رویگری به شاگردی پرداخت. از ویژگی‌هایی چون حمیت، صداقت، راستی و درستی برخوردار بود. با متجاوزان به‌سختی برخورد می‌کرد. علاوه بر آن در سیاست‌مداری کارکشته بود، خدمت‌گذاران را پاداش می‌داد و خودش و لشکرش را خدمت‌گذار مردم می‌دانست. مثل مردم معمولی غذا می‌خورد، کاخ و تجملاتی نداشت، بسیار بخشنده، شجاع، نجیب و درون‌گرا بود. دربارهٔ مالیات نوشته‌اند که یعقوب، درگرفتن مالیات به مردم سخت نمی‌گرفت؛ به‌جز در طبرستان که به‌خاطر جنگ با داعی دستور داد که خراج دو ساله را از مردم بگیرند.
یعقوب در دین خود استوار بود، نماز می‌خواند و سعی می‌کرد که با خداپرستان نجنگد. همچنین در جنگ با کفار، اول اسلام را عرضه می‌کرد، در صورت پذیرفتن اسلام از سوی آن‌ها، از گرفتن مال و اسیر خودداری می‌کرد؛ به آن‌ها پاداش نیز می‌داد. این‌گونه بود که سال‌ها پیش از حملات غزنویان به هند، مردم بسیاری در میانهٔ سیستان و هند به‌دستِ او مسلمان شدند. یعقوب به خلفای عباسی بسیار بدبین بود و همیشه می‌گفت که عباسیان دولت غدر نباشد؛ اما باز هم حاضر نشد که با خوارج و زنگیان بر ضد آن‌ها متحد شود.

## تبارنامه
|           |           |           |           |                             |                             |                             |                             |                             |                             |                          |                          |                          |                          |  |  |      |      |                                    |                                    |                                    |                                    | خسرو دوم                           |                                    |             |             |             |             |             |             |                                                          |                                                          |                                                          |                                                          |                                                          |                                                          |              |              |  |  |               |               |               |               |                           |                           |                           |                           |                           |                           |        |        |      |      |  |  |  |  |  |  |  |  |  |  |  |  |  |  |  |  |  |  |  |  |  |  |  |  |  |  |  |  |  |  |  |  |  |  |  |  |  |  |  |  |
|           |           |           |           |                             |                             |                             |                             |                             |                             |                          |                          |                          |                          |  |  |      |      |                                    |                                    |                                    |                                    |                                    |                                    |             |             |             |             |             |             |                                                          |                                                          |                                                          |                                                          |                                                          |                                                          |              |              |  |  |               |               |               |               |                           |                           |                           |                           |                           |                           |        |        |      |      |  |  |  |  |  |  |  |  |  |  |  |  |  |  |  |  |  |  |  |  |  |  |  |  |  |  |  |  |  |  |  |  |  |  |  |  |  |  |  |  |
|           |           |           |           |                             |                             |                             |                             |                             |                             |                          |                          |                          |                          |  |  |      |      |                                    |                                    |                                    |                                    | قباد                               |                                    |             |             |             |             |             |             |                                                          |                                                          |                                                          |                                                          |                                                          |                                                          |              |              |  |  |               |               |               |               |                           |                           |                           |                           |                           |                           |        |        |      |      |  |  |  |  |  |  |  |  |  |  |  |  |  |  |  |  |  |  |  |  |  |  |  |  |  |  |  |  |  |  |  |  |  |  |  |  |  |  |  |  |
|           |           |           |           |                             |                             |                             |                             |                             |                             |                          |                          |                          |                          |  |  |      |      |                                    |                                    |                                    |                                    |                                    |                                    |             |             |             |             |             |             |                                                          |                                                          |                                                          |                                                          |                                                          |                                                          |              |              |  |  |               |               |               |               |                           |                           |                           |                           |                           |                           |        |        |      |      |  |  |  |  |  |  |  |  |  |  |  |  |  |  |  |  |  |  |  |  |  |  |  |  |  |  |  |  |  |  |  |  |  |  |  |  |  |  |  |  |
|           |           |           |           |                             |                             |                             |                             |                             |                             |                          |                          |                          |                          |  |  |      |      |                                    |                                    |                                    |                                    | اردشیر سوم                         |                                    |             |             |             |             |             |             |                                                          |                                                          |                                                          |                                                          |                                                          |                                                          |              |              |  |  |               |               |               |               |                           |                           |                           |                           |                           |                           |        |        |      |      |  |  |  |  |  |  |  |  |  |  |  |  |  |  |  |  |  |  |  |  |  |  |  |  |  |  |  |  |  |  |  |  |  |  |  |  |  |  |  |  |
|           |           |           |           |                             |                             |                             |                             |                             |                             |                          |                          |                          |                          |  |  |      |      |                                    |                                    |                                    |                                    |                                    |                                    |             |             |             |             |             |             |                                                          |                                                          |                                                          |                                                          |                                                          |                                                          |              |              |  |  |               |               |               |               |                           |                           |                           |                           |                           |                           |        |        |      |      |  |  |  |  |  |  |  |  |  |  |  |  |  |  |  |  |  |  |  |  |  |  |  |  |  |  |  |  |  |  |  |  |  |  |  |  |  |  |  |  |
|           |           |           |           |                             |                             |                             |                             |                             |                             |                          |                          |                          |                          |  |  |      |      |                                    |                                    |                                    |                                    | کیخسرو                             |                                    |             |             |             |             |             |             |                                                          |                                                          |                                                          |                                                          |                                                          |                                                          |              |              |  |  |               |               |               |               |                           |                           |                           |                           |                           |                           |        |        |      |      |  |  |  |  |  |  |  |  |  |  |  |  |  |  |  |  |  |  |  |  |  |  |  |  |  |  |  |  |  |  |  |  |  |  |  |  |  |  |  |  |
|           |           |           |           |                             |                             |                             |                             |                             |                             |                          |                          |                          |                          |  |  |      |      |                                    |                                    |                                    |                                    |                                    |                                    |             |             |             |             |             |             |                                                          |                                                          |                                                          |                                                          |                                                          |                                                          |              |              |  |  |               |               |               |               |                           |                           |                           |                           |                           |                           |        |        |      |      |  |  |  |  |  |  |  |  |  |  |  |  |  |  |  |  |  |  |  |  |  |  |  |  |  |  |  |  |  |  |  |  |  |  |  |  |  |  |  |  |
|           |           |           |           |                             |                             |                             |                             |                             |                             |                          |                          |                          |                          |  |  |      |      |                                    |                                    |                                    |                                    | ماهان                              |                                    |             |             |             |             |             |             |                                                          |                                                          |                                                          |                                                          |                                                          |                                                          |              |              |  |  |               |               |               |               |                           |                           |                           |                           |                           |                           |        |        |      |      |  |  |  |  |  |  |  |  |  |  |  |  |  |  |  |  |  |  |  |  |  |  |  |  |  |  |  |  |  |  |  |  |  |  |  |  |  |  |  |  |
|           |           |           |           |                             |                             |                             |                             |                             |                             |                          |                          |                          |                          |  |  |      |      |                                    |                                    |                                    |                                    |                                    |                                    |             |             |             |             |             |             |                                                          |                                                          |                                                          |                                                          |                                                          |                                                          |              |              |  |  |               |               |               |               |                           |                           |                           |                           |                           |                           |        |        |      |      |  |  |  |  |  |  |  |  |  |  |  |  |  |  |  |  |  |  |  |  |  |  |  |  |  |  |  |  |  |  |  |  |  |  |  |  |  |  |  |  |
|           |           |           |           |                             |                             |                             |                             |                             |                             |                          |                          |                          |                          |  |  |      |      |                                    |                                    |                                    |                                    |                                    |                                    |             |             |             |             |             |             |                                                          |                                                          |                                                          |                                                          |                                                          |                                                          |              |              |  |  |               |               |               |               |                           |                           |                           |                           |                           |                           |        |        |      |      |  |  |  |  |  |  |  |  |  |  |  |  |  |  |  |  |  |  |  |  |  |  |  |  |  |  |  |  |  |  |  |  |  |  |  |  |  |  |  |  |
|           |           |           |           |                             |                             |                             |                             |                             |                             |                          |                          |                          |                          |  |  |      |      |                                    |                                    |                                    |                                    | حاتم                               | حاتم                               | حاتم        | حاتم        | حاتم        | حاتم        |             |             |                                                          |                                                          |                                                          |                                                          |                                                          |                                                          |              |              |  |  |               |               |               |               |                           |                           | سلیمان                    | سلیمان                    | سلیمان                    | سلیمان                    | سلیمان | سلیمان |      |      |  |  |  |  |  |  |  |  |  |  |  |  |  |  |  |  |  |  |  |  |  |  |  |  |  |  |  |  |  |  |  |  |  |  |  |  |  |  |  |  |
|           |           |           |           |                             |                             |                             |                             |                             |                             |                          |                          |                          |                          |  |  |      |      |                                    |                                    |                                    |                                    | حاتم                               | حاتم                               | حاتم        | حاتم        | حاتم        | حاتم        |             |             |                                                          |                                                          |                                                          |                                                          |                                                          |                                                          |              |              |  |  |               |               |               |               |                           |                           | سلیمان                    | سلیمان                    | سلیمان                    | سلیمان                    | سلیمان | سلیمان |      |      |  |  |  |  |  |  |  |  |  |  |  |  |  |  |  |  |  |  |  |  |  |  |  |  |  |  |  |  |  |  |  |  |  |  |  |  |  |  |  |  |
|           |           |           |           |                             |                             |                             |                             |                             |                             |                          |                          |                          |                          |  |  |      |      |                                    |                                    |                                    |                                    | معدل                               | معدل                               | معدل        | معدل        | معدل        | معدل        |             |             |                                                          |                                                          |                                                          |                                                          |                                                          |                                                          |              |              |  |  |               |               |               |               |                           |                           | فرقد                      | فرقد                      | فرقد                      | فرقد                      | فرقد   | فرقد   |      |      |  |  |  |  |  |  |  |  |  |  |  |  |  |  |  |  |  |  |  |  |  |  |  |  |  |  |  |  |  |  |  |  |  |  |  |  |  |  |  |  |
|           |           |           |           |                             |                             |                             |                             |                             |                             |                          |                          |                          |                          |  |  |      |      |                                    |                                    |                                    |                                    | معدل                               | معدل                               | معدل        | معدل        | معدل        | معدل        |             |             |                                                          |                                                          |                                                          |                                                          |                                                          |                                                          |              |              |  |  |               |               |               |               |                           |                           | فرقد                      | فرقد                      | فرقد                      | فرقد                      | فرقد   | فرقد   |      |      |  |  |  |  |  |  |  |  |  |  |  |  |  |  |  |  |  |  |  |  |  |  |  |  |  |  |  |  |  |  |  |  |  |  |  |  |  |  |  |  |
|           |           |           |           |                             |                             |                             |                             |                             |                             |                          |                          |                          |                          |  |  |      |      |                                    |                                    |                                    |                                    | لیث                                | لیث                                | لیث         | لیث         | لیث         | لیث         |             |             |                                                          |                                                          |                                                          |                                                          |                                                          |                                                          |              |              |  |  |               |               |               |               |                           |                           | لیث                       | لیث                       | لیث                       | لیث                       | لیث    | لیث    |      |      |  |  |  |  |  |  |  |  |  |  |  |  |  |  |  |  |  |  |  |  |  |  |  |  |  |  |  |  |  |  |  |  |  |  |  |  |  |  |  |  |
|           |           |           |           |                             |                             |                             |                             |                             |                             |                          |                          |                          |                          |  |  |      |      |                                    |                                    |                                    |                                    | لیث                                | لیث                                | لیث         | لیث         | لیث         | لیث         |             |             |                                                          |                                                          |                                                          |                                                          |                                                          |                                                          |              |              |  |  |               |               |               |               |                           |                           | لیث                       | لیث                       | لیث                       | لیث                       | لیث    | لیث    |      |      |  |  |  |  |  |  |  |  |  |  |  |  |  |  |  |  |  |  |  |  |  |  |  |  |  |  |  |  |  |  |  |  |  |  |  |  |  |  |  |  |
|           |           |           |           |                             |                             |                             |                             |                             |                             |                          |                          |                          |                          |  |  |      |      |                                    |                                    |                                    |                                    |                                    |                                    |             |             |             |             |             |             |                                                          |                                                          |                                                          |                                                          |                                                          |                                                          |              |              |  |  |               |               |               |               |                           |                           |                           |                           |                           |                           |        |        |      |      |  |  |  |  |  |  |  |  |  |  |  |  |  |  |  |  |  |  |  |  |  |  |  |  |  |  |  |  |  |  |  |  |  |  |  |  |  |  |  |  |
|           |           |           |           |                             |                             |                             |                             |                             |                             |                          |                          |                          |                          |  |  | طاهر | طاهر | طاهر                               | طاهر                               | طاهر                               | طاهر                               |                                    |                                    | علی         | علی         | علی         | علی         | علی         | علی         |                                                          |                                                          | عمرو ۲۶۵-۲۸۷                                             | عمرو ۲۶۵-۲۸۷                                             | عمرو ۲۶۵-۲۸۷                                             | عمرو ۲۶۵-۲۸۷                                             | عمرو ۲۶۵-۲۸۷ | عمرو ۲۶۵-۲۸۷ |  |  | یعقوب ۲۴۷-۲۶۵ | یعقوب ۲۴۷-۲۶۵ | یعقوب ۲۴۷-۲۶۵ | یعقوب ۲۴۷-۲۶۵ | یعقوب ۲۴۷-۲۶۵             | یعقوب ۲۴۷-۲۶۵             |                           |                           | خلف                       | خلف                       | خلف    | خلف    | خلف  | خلف  |  |  |  |  |  |  |  |  |  |  |  |  |  |  |  |  |  |  |  |  |  |  |  |  |  |  |  |  |  |  |  |  |  |  |  |  |  |  |  |  |
|           |           |           |           |                             |                             |                             |                             |                             |                             |                          |                          |                          |                          |  |  | طاهر | طاهر | طاهر                               | طاهر                               | طاهر                               | طاهر                               |                                    |                                    | علی         | علی         | علی         | علی         | علی         | علی         |                                                          |                                                          | عمرو ۲۶۵-۲۸۷                                             | عمرو ۲۶۵-۲۸۷                                             | عمرو ۲۶۵-۲۸۷                                             | عمرو ۲۶۵-۲۸۷                                             | عمرو ۲۶۵-۲۸۷ | عمرو ۲۶۵-۲۸۷ |  |  | یعقوب ۲۴۷-۲۶۵ | یعقوب ۲۴۷-۲۶۵ | یعقوب ۲۴۷-۲۶۵ | یعقوب ۲۴۷-۲۶۵ | یعقوب ۲۴۷-۲۶۵             | یعقوب ۲۴۷-۲۶۵             |                           |                           | خلف                       | خلف                       | خلف    | خلف    | خلف  | خلف  |  |  |  |  |  |  |  |  |  |  |  |  |  |  |  |  |  |  |  |  |  |  |  |  |  |  |  |  |  |  |  |  |  |  |  |  |  |  |  |  |
|           |           |           |           |                             |                             |                             |                             |                             |                             |                          |                          |                          |                          |  |  |      |      |                                    |                                    |                                    |                                    |                                    |                                    |             |             |             |             |             |             |                                                          |                                                          |                                                          |                                                          |                                                          |                                                          |              |              |  |  |               |               |               |               |                           |                           |                           |                           |                           |                           |        |        |      |      |  |  |  |  |  |  |  |  |  |  |  |  |  |  |  |  |  |  |  |  |  |  |  |  |  |  |  |  |  |  |  |  |  |  |  |  |  |  |  |  |
| ابی‌الحسین | ابی‌الحسین | ابی‌الحسین | ابی‌الحسین | ابی‌الحسین                   | ابی‌الحسین                   |                             |                             | محمد محرم تا ذی‌الحجه ۲۹۸    | محمد محرم تا ذی‌الحجه ۲۹۸    | محمد محرم تا ذی‌الحجه ۲۹۸ | محمد محرم تا ذی‌الحجه ۲۹۸ | محمد محرم تا ذی‌الحجه ۲۹۸ | محمد محرم تا ذی‌الحجه ۲۹۸ |  |  | معدل | معدل | معدل                               | معدل                               | معدل                               | معدل                               |                                    |                                    | لیث ۲۹۶-۲۹۸ | لیث ۲۹۶-۲۹۸ | لیث ۲۹۶-۲۹۸ | لیث ۲۹۶-۲۹۸ | لیث ۲۹۶-۲۹۸ | لیث ۲۹۶-۲۹۸ |                                                          |                                                          | محمد                                                     | محمد                                                     | محمد                                                     | محمد                                                     | محمد         | محمد         |  |  |               |               |               |               |                           |                           |                           |                           |                           |                           |        |        |      |      |  |  |  |  |  |  |  |  |  |  |  |  |  |  |  |  |  |  |  |  |  |  |  |  |  |  |  |  |  |  |  |  |  |  |  |  |  |  |  |  |
| ابی‌الحسین | ابی‌الحسین | ابی‌الحسین | ابی‌الحسین | ابی‌الحسین                   | ابی‌الحسین                   |                             |                             | محمد محرم تا ذی‌الحجه ۲۹۸    | محمد محرم تا ذی‌الحجه ۲۹۸    | محمد محرم تا ذی‌الحجه ۲۹۸ | محمد محرم تا ذی‌الحجه ۲۹۸ | محمد محرم تا ذی‌الحجه ۲۹۸ | محمد محرم تا ذی‌الحجه ۲۹۸ |  |  | معدل | معدل | معدل                               | معدل                               | معدل                               | معدل                               |                                    |                                    | لیث ۲۹۶-۲۹۸ | لیث ۲۹۶-۲۹۸ | لیث ۲۹۶-۲۹۸ | لیث ۲۹۶-۲۹۸ | لیث ۲۹۶-۲۹۸ | لیث ۲۹۶-۲۹۸ |                                                          |                                                          | محمد                                                     | محمد                                                     | محمد                                                     | محمد                                                     | محمد         | محمد         |  |  |               |               |               |               |                           |                           |                           |                           |                           |                           |        |        |      |      |  |  |  |  |  |  |  |  |  |  |  |  |  |  |  |  |  |  |  |  |  |  |  |  |  |  |  |  |  |  |  |  |  |  |  |  |  |  |  |  |
| محمد      |           |           |           |                             |                             |                             |                             |                             |                             |                          |                          |                          |                          |  |  |      |      |                                    |                                    |                                    |                                    |                                    |                                    |             |             |             |             |             |             |                                                          |                                                          |                                                          |                                                          |                                                          |                                                          |              |              |  |  |               |               |               |               |                           |                           |                           |                           |                           |                           |        |        |      |      |  |  |  |  |  |  |  |  |  |  |  |  |  |  |  |  |  |  |  |  |  |  |  |  |  |  |  |  |  |  |  |  |  |  |  |  |  |  |  |  |
|           |           |           |           |                             |                             |                             |                             |                             |                             |                          |                          |                          |                          |  |  |      |      |                                    |                                    |                                    |                                    |                                    |                                    |             |             |             |             |             |             |                                                          |                                                          |                                                          |                                                          |                                                          |                                                          |              |              |  |  |               |               |               |               |                           |                           |                           |                           |                           |                           |        |        |      |      |  |  |  |  |  |  |  |  |  |  |  |  |  |  |  |  |  |  |  |  |  |  |  |  |  |  |  |  |  |  |  |  |  |  |  |  |  |  |  |  |
|           |           |           |           |                             |                             |                             |                             |                             |                             |                          |                          |                          |                          |  |  |      |      |                                    |                                    |                                    |                                    |                                    |                                    |             |             |             |             |             |             |                                                          |                                                          |                                                          |                                                          |                                                          |                                                          |              |              |  |  |               |               |               |               |                           |                           |                           |                           |                           |                           |        |        |      |      |  |  |  |  |  |  |  |  |  |  |  |  |  |  |  |  |  |  |  |  |  |  |  |  |  |  |  |  |  |  |  |  |  |  |  |  |  |  |  |  |
| عایشه     | عایشه     | عایشه     | عایشه     | عایشه                       | عایشه                       |                             |                             | ابویوسف                     | ابویوسف                     | ابویوسف                  | ابویوسف                  | ابویوسف                  | ابویوسف                  |  |  |      |      | یعقوب                              | یعقوب                              | یعقوب                              | یعقوب                              | یعقوب                              | یعقوب                              |             |             |             |             |             |             | طاهر ۲۸۷-۲۹۶                                             | طاهر ۲۸۷-۲۹۶                                             | طاهر ۲۸۷-۲۹۶                                             | طاهر ۲۸۷-۲۹۶                                             | طاهر ۲۸۷-۲۹۶                                             | طاهر ۲۸۷-۲۹۶                                             |              |              |  |  | بانو          | بانو          | بانو          | بانو          | بانو                      | بانو                      |                           |                           | محمد                      | محمد                      | محمد   | محمد   | محمد | محمد |  |  |  |  |  |  |  |  |  |  |  |  |  |  |  |  |  |  |  |  |  |  |  |  |  |  |  |  |  |  |  |  |  |  |  |  |  |  |  |  |
| عایشه     | عایشه     | عایشه     | عایشه     | عایشه                       | عایشه                       |                             |                             | ابویوسف                     | ابویوسف                     | ابویوسف                  | ابویوسف                  | ابویوسف                  | ابویوسف                  |  |  |      |      | یعقوب                              | یعقوب                              | یعقوب                              | یعقوب                              | یعقوب                              | یعقوب                              |             |             |             |             |             |             | طاهر ۲۸۷-۲۹۶                                             | طاهر ۲۸۷-۲۹۶                                             | طاهر ۲۸۷-۲۹۶                                             | طاهر ۲۸۷-۲۹۶                                             | طاهر ۲۸۷-۲۹۶                                             | طاهر ۲۸۷-۲۹۶                                             |              |              |  |  | بانو          | بانو          | بانو          | بانو          | بانو                      | بانو                      |                           |                           | محمد                      | محمد                      | محمد   | محمد   | محمد | محمد |  |  |  |  |  |  |  |  |  |  |  |  |  |  |  |  |  |  |  |  |  |  |  |  |  |  |  |  |  |  |  |  |  |  |  |  |  |  |  |  |
|           |           |           |           |                             |                             |                             |                             |                             |                             |                          |                          |                          |                          |  |  |      |      |                                    |                                    |                                    |                                    |                                    |                                    |             |             |             |             |             |             |                                                          |                                                          |                                                          |                                                          |                                                          |                                                          |              |              |  |  |               |               |               |               |                           |                           |                           |                           |                           |                           |        |        |      |      |  |  |  |  |  |  |  |  |  |  |  |  |  |  |  |  |  |  |  |  |  |  |  |  |  |  |  |  |  |  |  |  |  |  |  |  |  |  |  |  |
| امیر طاهر | امیر طاهر | امیر طاهر | امیر طاهر | امیر طاهر                   | امیر طاهر                   |                             |                             | عایشه                       | عایشه                       | عایشه                    | عایشه                    | عایشه                    | عایشه                    |  |  |      |      | ابوالحفص عمرو رمضان ۲۹۹-ذی‌الحجه۳۰۰ | ابوالحفص عمرو رمضان ۲۹۹-ذی‌الحجه۳۰۰ | ابوالحفص عمرو رمضان ۲۹۹-ذی‌الحجه۳۰۰ | ابوالحفص عمرو رمضان ۲۹۹-ذی‌الحجه۳۰۰ | ابوالحفص عمرو رمضان ۲۹۹-ذی‌الحجه۳۰۰ | ابوالحفص عمرو رمضان ۲۹۹-ذی‌الحجه۳۰۰ |             |             |             |             |             |             | ابوالعباس مدتی کوتاه همزمان با امیر جعفر در جراوادکن ۳۴۱ | ابوالعباس مدتی کوتاه همزمان با امیر جعفر در جراوادکن ۳۴۱ | ابوالعباس مدتی کوتاه همزمان با امیر جعفر در جراوادکن ۳۴۱ | ابوالعباس مدتی کوتاه همزمان با امیر جعفر در جراوادکن ۳۴۱ | ابوالعباس مدتی کوتاه همزمان با امیر جعفر در جراوادکن ۳۴۱ | ابوالعباس مدتی کوتاه همزمان با امیر جعفر در جراوادکن ۳۴۱ |              |              |  |  |               |               |               |               | امیر ابوجعفر احمد ۳۱۱-۳۵۲ | امیر ابوجعفر احمد ۳۱۱-۳۵۲ | امیر ابوجعفر احمد ۳۱۱-۳۵۲ | امیر ابوجعفر احمد ۳۱۱-۳۵۲ | امیر ابوجعفر احمد ۳۱۱-۳۵۲ | امیر ابوجعفر احمد ۳۱۱-۳۵۲ |        |        |      |      |  |  |  |  |  |  |  |  |  |  |  |  |  |  |  |  |  |  |  |  |  |  |  |  |  |  |  |  |  |  |  |  |  |  |  |  |  |  |  |  |
| امیر طاهر | امیر طاهر | امیر طاهر | امیر طاهر | امیر طاهر                   | امیر طاهر                   |                             |                             | عایشه                       | عایشه                       | عایشه                    | عایشه                    | عایشه                    | عایشه                    |  |  |      |      | ابوالحفص عمرو رمضان ۲۹۹-ذی‌الحجه۳۰۰ | ابوالحفص عمرو رمضان ۲۹۹-ذی‌الحجه۳۰۰ | ابوالحفص عمرو رمضان ۲۹۹-ذی‌الحجه۳۰۰ | ابوالحفص عمرو رمضان ۲۹۹-ذی‌الحجه۳۰۰ | ابوالحفص عمرو رمضان ۲۹۹-ذی‌الحجه۳۰۰ | ابوالحفص عمرو رمضان ۲۹۹-ذی‌الحجه۳۰۰ |             |             |             |             |             |             | ابوالعباس مدتی کوتاه همزمان با امیر جعفر در جراوادکن ۳۴۱ | ابوالعباس مدتی کوتاه همزمان با امیر جعفر در جراوادکن ۳۴۱ | ابوالعباس مدتی کوتاه همزمان با امیر جعفر در جراوادکن ۳۴۱ | ابوالعباس مدتی کوتاه همزمان با امیر جعفر در جراوادکن ۳۴۱ | ابوالعباس مدتی کوتاه همزمان با امیر جعفر در جراوادکن ۳۴۱ | ابوالعباس مدتی کوتاه همزمان با امیر جعفر در جراوادکن ۳۴۱ |              |              |  |  |               |               |               |               | امیر ابوجعفر احمد ۳۱۱-۳۵۲ | امیر ابوجعفر احمد ۳۱۱-۳۵۲ | امیر ابوجعفر احمد ۳۱۱-۳۵۲ | امیر ابوجعفر احمد ۳۱۱-۳۵۲ | امیر ابوجعفر احمد ۳۱۱-۳۵۲ | امیر ابوجعفر احمد ۳۱۱-۳۵۲ |        |        |      |      |  |  |  |  |  |  |  |  |  |  |  |  |  |  |  |  |  |  |  |  |  |  |  |  |  |  |  |  |  |  |  |  |  |  |  |  |  |  |  |  |
|           |           |           |           |                             |                             |                             |                             |                             |                             |                          |                          |                          |                          |  |  |      |      |                                    |                                    |                                    |                                    |                                    |                                    |             |             |             |             |             |             |                                                          |                                                          |                                                          |                                                          |                                                          |                                                          |              |              |  |  |               |               |               |               |                           |                           |                           |                           |                           |                           |        |        |      |      |  |  |  |  |  |  |  |  |  |  |  |  |  |  |  |  |  |  |  |  |  |  |  |  |  |  |  |  |  |  |  |  |  |  |  |  |  |  |  |  |
|           |           |           |           | امیر حسین مدت کوتاهی در ۳۶۱ | امیر حسین مدت کوتاهی در ۳۶۱ | امیر حسین مدت کوتاهی در ۳۶۱ | امیر حسین مدت کوتاهی در ۳۶۱ | امیر حسین مدت کوتاهی در ۳۶۱ | امیر حسین مدت کوتاهی در ۳۶۱ |                          |                          |                          |                          |  |  |      |      |                                    |                                    |                                    |                                    |                                    |                                    |             |             |             |             |             |             |                                                          |                                                          |                                                          |                                                          |                                                          |                                                          |              |              |  |  |               |               |               |               | امیر خلف ۳۵۲-۳۵۳ ۳۵۸-۳۹۳  | امیر خلف ۳۵۲-۳۵۳ ۳۵۸-۳۹۳  | امیر خلف ۳۵۲-۳۵۳ ۳۵۸-۳۹۳  | امیر خلف ۳۵۲-۳۵۳ ۳۵۸-۳۹۳  | امیر خلف ۳۵۲-۳۵۳ ۳۵۸-۳۹۳  | امیر خلف ۳۵۲-۳۵۳ ۳۵۸-۳۹۳  |        |        |      |      |  |  |  |  |  |  |  |  |  |  |  |  |  |  |  |  |  |  |  |  |  |  |  |  |  |  |  |  |  |  |  |  |  |  |  |  |  |  |  |  |